# Missunde II
Die Missunde II ist eine Grundseilfähre für Personen und Kraftfahrzeuge mit dieselhydraulischem Antrieb. Sie verbindet mit der Fährverbindung Missunde–Brodersby über die Schlei die Orte Missunde in Schwansen und Brodersby in Angeln in Schleswig-Holstein.
Die in der SET Schiffbau- u. Entwicklungsgesellschaft Tangermünde in Genthin mit der Baunummer 155 gebaute Missunde II ersetzte 2003 die an dieser Stelle seit 1963 eingesetzte Fähre Missunde I.
2024 sollte die Fähre durch eine neue, doppelt so große solarbetriebene Fähre mit dem Namen Missunde III ersetzt werden. Nach Anlieferung des neuen Schiffes wurde festgestellt, dass die Windlast der mit einem Dach versehenen Fähre zu groß ist und sich durch die Dimensionierung der Antriebsanlage die Fahrzeit einer Überfahrt verdoppelt. Zudem müssen die schon umgebauten Anleger erneut ertüchtigt werden. Deshalb wurde die bereits verkaufte Missunde II für die Sommersaison 2024 zurückgeholt. Sie könnte danach weiter eingesetzt werden, müsste aber für rund 1,7 Mio. Euro nach den inzwischen geänderten Sicherheitsvorschriften der Europäischen Union aufgerüstet werden.
Zum dauerhaften Erhalt der Fähre wurde eine Petition gestartet.
Das Land Schleswig-Holstein hat im April 2024 die zum Schrottpreis von 17.000 Euro abgegebene Missunde II für rund 100.000 Euro zurückgekauft. Die Missunde III sollte im Herbst 2024 einsatzbereit sein.
Auf Grund der notwendigen Umbauarbeiten hat der Bund im Juli 2024 die Betriebserlaubnis für die Missunde II bis 2028 verlängert. Bei der Nachfolgerin dauern die Umbauarbeiten länger als geplant. Allerdings wurde die Tragfähigkeit der Fähre auf 7,5 Tonnen herabgesetzt.